# Biebricher Allee
Die Biebricher Allee ist eine südliche Ausfallstraße der hessischen Landeshauptstadt Wiesbaden. Auf fast der kompletten Länge verfügt sie über Baumbepflanzung auf beiden Straßenseiten. Zwischen der Einmündung Fischerstraße und der Überquerung der A66 verfügt sie über parallel verlaufende Seitenstraßen, die zur Erschließung der Wohnhäuser am Fahrbahnrand dienen. 
Namensgeber ist der heutige Stadtteil Biebrich, da die Straße von der Wiesbadener Innenstadt aus gesehen dorthin führt.

## Straßenverlauf

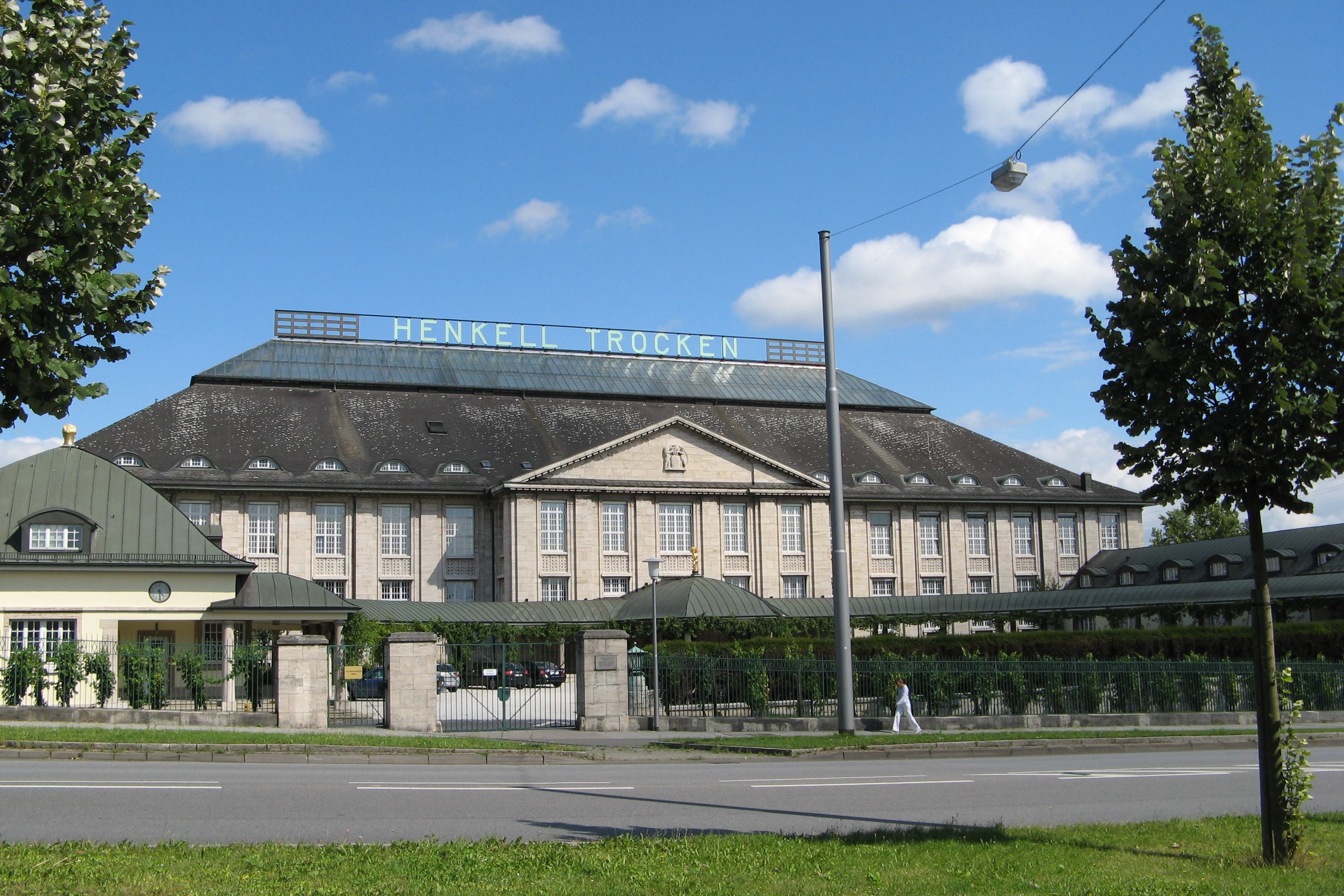
Das Henkellsfeld an der Biebricher Allee

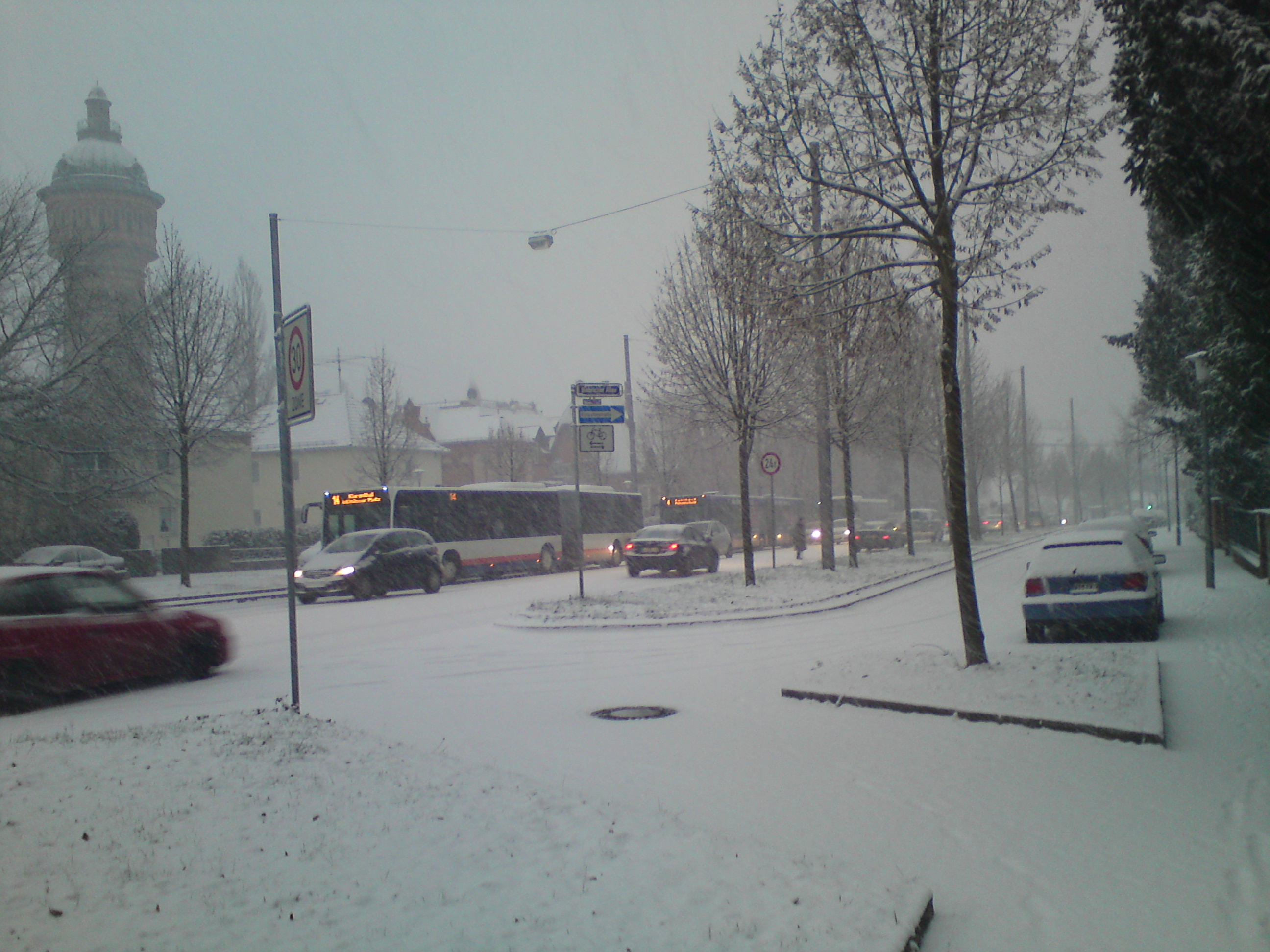
Biebricher Allee im Winter, mit dem Wasserturm im Hintergrund

Die Biebricher Allee beginnt als Fortsetzung der aus der Wiesbadener Innenstadt führenden Adolfsallee (aus der jedoch für den Autoverkehr keine direkte Durchfahrt möglich ist) westlich des Hauptbahnhofs am Kaiser-Friedrich-Ring (1. Ring), der Teil der B 54 ist. Sie führt zunächst durch den Ortsbezirk Südost und steigt in Richtung Süden zum Mosbacher Berg an, bevor sie den Konrad-Adenauer-Ring (2. Ring) kreuzt. Dann führt sie durch die Adolfshöhe, ein Stadtviertel im Ortsbezirk Biebrich. Die Straße fällt wieder ab, kreuzt mit einer Überführung die Aartalbahn auf Höhe des Bahnhofs Landesdenkmal am gleichnamigen Denkmal für Adolph I. Sie führt entlang des Henkellsfeld durch die Mosbacher Sande, die durch den Mosbacher Löwen bekannt wurden, und kreuzt an der Anschlussstelle „Wiesbaden-Biebrich“ die A 66 sowie anschließend die Rechte Rheinstrecke, bevor sie am Herzogsplatz auf Äppelallee und Kasteler Straße trifft. Die Weiterführung nach Biebrich trägt den Namen Straße der Republik.

## Geschichte

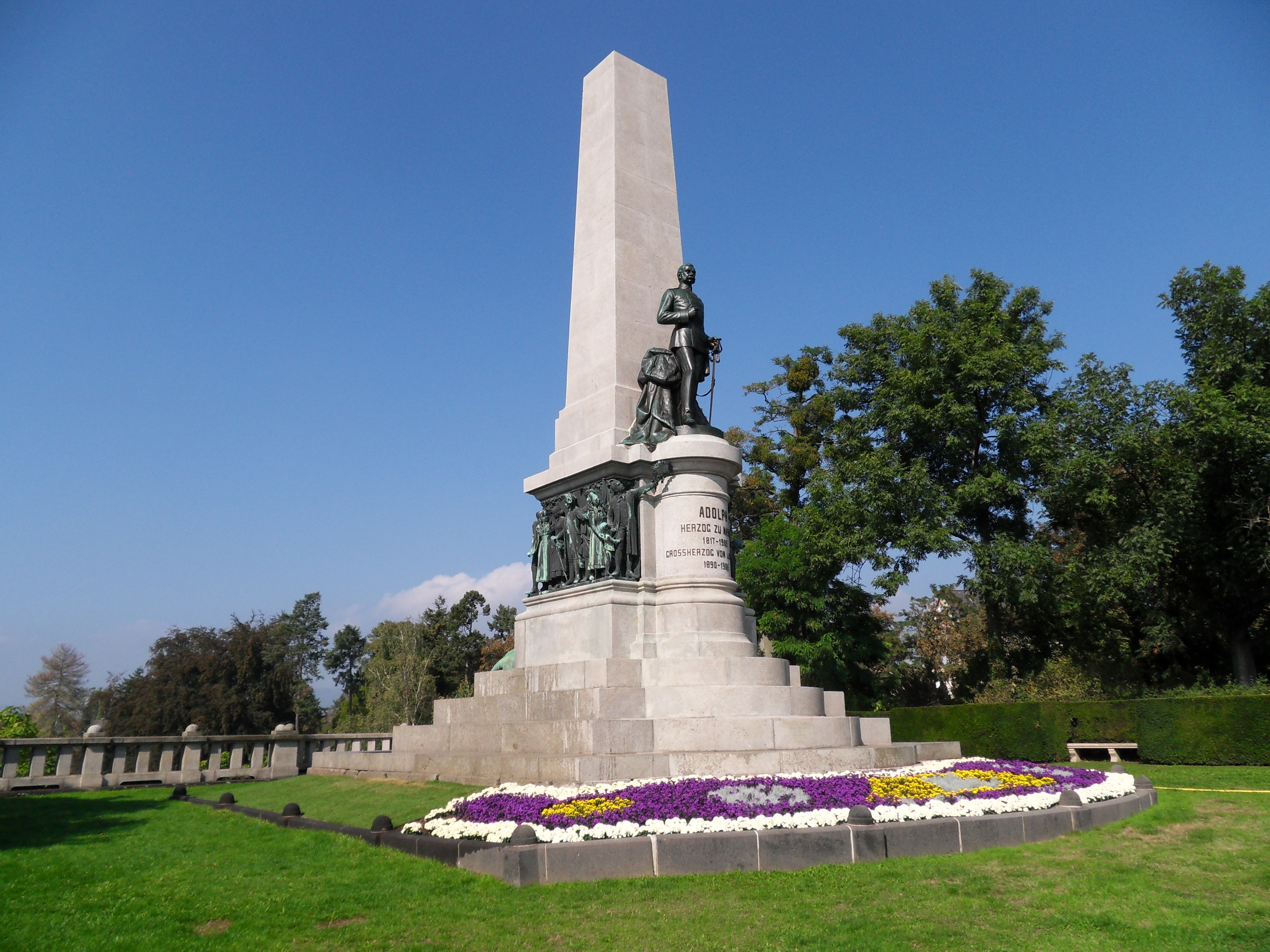
Landesdenkmal

Im Jahr 1744 verlegte Fürst Karl die Residenz der Fürsten und späteren Herzöge von Nassau von Usingen nach Biebrich, nachdem der Ausbau des Biebricher Schlosses bereits weit fortgeschritten war. Damit bestand Bedarf für eine direkte Anbindung an Wiesbaden und das dortige Stadtschloss. Bereits seit Jahrhunderten verband der Mosbacher Weg die beiden Orte. Als direkte Verbindung wurde zwischen 1749 und 1752 ein Feldweg erbaut, die Neue Mosbacher Straße. Gleichzeitig mit dem Baubeginn des Kurhauses wurde der Weg 1808 zur Chaussee ausgebaut und befestigt. 1854/55 wurde der Weg auf die heutige Größe verbreitert und mit einer festen Decke versehen, 1856/57 ergänzte man auf der westlichen Seite einen Fußgängerweg, auf der östlichen Seite einen Reiterweg und bepflanzte die breite Chaussee mit vier Reihen Kastanienbäumen, wozu Herzog Adolph die Setzlinge aus Holland kommen ließ. Im April 1856 erhielt der Gastwirt Caspar Prinz aus Wiesbaden die Genehmigung, oben auf der Anhöhe an der heutigen Kreuzung mit dem 2. Ring ⊙, eine Gastwirtschaft zu betreiben, die den Namen Adolph's Höhe trug. Mit dem Ende des Herzogtums Nassau 1866 wurde die Gemarkungsgrenze auf der Adolfshöhe zur Stadtgrenze, auf Wiesbadener Seite wurde die Allee nun Biebricher Straße oder Biebricher Chaussee genannt, auf Biebricher Seite als Wiesbadener Allee bezeichnet. Um 1870 entstanden auf der Anhöhe erste Villenviertel, bis zum Ersten Weltkrieg entstanden Bauten des Historismus wie die Villa Schnitzler.
1889 wurde die erste Dampfstraßenbahn der Wiesbadener Straßenbahn über die Biebricher Allee zum Rheinufer eingerichtet, die 1900 in eine elektrische Straßenbahn umgewandelt wurde. Ab ca. 1897 entstanden die Villengegend Adolfshöhe und das Waldstraßengebiet als neue Stadtteile, womit Wiesbaden und Biebrich baulich verbunden wurden. Hierbei wurde auch der Biebricher Wasserturm errichtet. 1907 wurde der Bahnhof Landesdenkmal an der Unterführung der Aartalbahn unter der Biebricher Allee in Betrieb genommen, der direkt am allerdings erst 1909 eingeweihten Landesdenkmal zu Ehren Adolph I. lag. Dieses ist von den Richard-Wagner-Anlagen umgeben. Ebenfalls 1909 siedelte sich die Sektkellerei Henkell unmittelbar gegenüber an, die auch einen Gleisanschluss erhielt. Der Erste Weltkrieg beendete die rege Bautätigkeit entlang der Biebricher Allee. Am 1. Oktober 1926 wurde Biebrich eingemeindet. Ende 1929 wurde ein Areal an der Allee an die Gemeinnützige Aktiengesellschaft für Angestelltenheimstätten (Gagfah) vergeben, die kleinere Eigenheime errichtete. Bedingt durch den Zweiten Weltkrieg wurde der Straßenbahnverkehr Anfang 1945 eingestellt und anschließend nicht wieder aufgenommen. Relikte der Gleise befinden sich noch unter dem Asphalt der Biebricher Allee. Ab 1949 übernahm die Linie A des Oberleitungsbus Wiesbaden den Personenverkehr auf der Strecke, seit 1961 sind nur noch Dieselbusse im Einsatz, die zum Großteil von der ESWE betrieben werden.